# Антимах от Колофон
Антимах (Αντίμαχος ο Κολοφώνιος, Antimachos) е старогръцки епически поет и граматик от края на V - началото на ІV век пр.н.е., роден в град Колофон в Лидия.
Антимах е предшественик на елинистичната интелектуална поезия, изследовател и издател на Омир. Той е основател на епоса и александрийците го поставяли по значимост веднага след Омир. Съчиненията му са събрани от философа Хераклид от Понд. Основните му произведения са две - „Тиваида“ и „Лида“, от които до нас са достигнали само фрагменти. „Тиваида“ е епическа поема в 24 книги, посветена на двете митични войни на Тива. „Лида“ е поема, написана след смъртта на любимата му и наречена на нея, в която се чувства влиянието на Мимнерм и Хезиод. През Античността неговото творчество получава различни оценки. Калимах намира в поемите му недостатъци, а император Адриан го поставя произведенията му над тези на Омир.
Като граматик той организира една рецензия на омировите стихотворения.